# Monaco ai Giochi della VIII Olimpiade
Monaco partecipò ai Giochi della VIII Olimpiade, svoltisi a Parigi dal 4 maggio al 27 luglio 1924,  con una delegazione di 7 atleti impegnati in 4 discipline,
senza aggiudicarsi medaglie.